# Група різновидностей рідкісних дерев (Чернівці)
Гру́па різнови́дностей рі́дкісних дере́в — ботанічна пам'ятка природи місцевого значення в Україні. Розташована в межах міста Чернівці, вулиця Головна, 137 (територія Обласної клінічної лікарні). 
Площа 0,5 га. Статус надано згідно з рішенням виконавчого комітету Чернівецької обласної ради народних депутатів від 17 жовтня 1984 року № 216. Перебуває у віданні: Обласна клінічна лікарня. 
Статус надано з метою збереження скверу, закладеного в другій половині ХІХ ст. Тут зростають: тис ягідний, сосна Веймутова, дуб черешчатий (форма пірамідальна), ялина колюча (форма голуба), туя велетенська.